# Karlsruher Fußball-Bund
Der Karlsruher Fußball-Bund (KFB) war ein kurzlebiger lokaler Fußballverband in Karlsruhe. Er wurde am 7. Juni 1899 zum Missvergnügen des Verbandes süddeutscher Fußball-Vereine (VsFV) gegründet und löste sich vermutlich im Laufe des Jahres 1901 wieder auf.

## Geschichte
Die Gründungsmitglieder sind nicht bekannt. Das erste Stiftungsfest fand am 19. Mai 1900 statt, zu dem Zeitpunkt gab es noch vier Mitgliedsvereine: Karlsruher FC Alemannia 1897, Karlsruher FV, Karlsruher FC Frankonia 1895 und Karlsruher FC Victoria. Präsident des Karlsruher Fußball-Bundes war der Vorsitzende des Karlsruher FV, Friedrich Wilhelm Nohe, der auch die Funktion des Vorsitzenden im VsFV innehatte. Anhand der in Presseberichten genannten Klubs müssten vorher und/oder nachher die folgenden weiteren Vereine Mitglieder im KFB gewesen sein: Karlsruher FC Phönix 1894, Karlsruher FC Südstadt 1896 und Karlsruher FC Germania 1898
Im Spätherbst 1899 kam es zu erheblichen Auseinandersetzungen im KFB. Die durch Walther Bensemann und das „Deutsche Centralcomite für internationale Fußballwettspiele“ organisierten drei inoffiziellen Länderspiele gegen England (die zu den später so genannten Ur-Länderspielen zählen) stießen beim VsFV auf völlige Ablehnung. Jeder nur mögliche Versuch wurde unternommen, um die geplanten Begegnungen, von denen zwei in Berlin und eines in Karlsruhe stattfinden sollten, scheitern zu lassen. Im Vorfeld wurde Bensemann für seine Verdienste um den Fußball in Süddeutschland die Ehrenmitgliedschaft im Karlsruher Fußball-Bund angeboten. Als Bensemann seine Vorbereitungen für die Spiele gegen England nicht einstellte, zog Nohe die Ehrenmitgliedschaft wieder zurück. Weiterhin griff Nohe ihn sowohl als Präsident des KFB, als auch in seiner Funktion als Vorsitzender des VSFV in der Fachpresse unsachlich und beleidigend an, ständig unterstützt durch den Schriftführer des Verbandes Süddeutscher Fußball-Vereine, Gustav Manning. Nohes autoritäre Amtsführung der beiden Verbände sowie seine Unfähigkeit, Kritik zu ertragen, stießen bei Bensemann und den meisten anderen Karlsruher Vereinen auf heftigen Widerstand. Konnte Nohe seinen Willen nicht durchsetzen, trat er zurück und nahm sein Amt erst wieder auf, wenn ihm die vorbehaltlose Unterstützung der Delegierten zugesagt wurde.
Nachdem der FC Phönix Karlsruhe nicht zu einer kurzfristig einberufenen Sitzung des KFB eingeladen wurde, kritisierte deren Vorsitzender Karl Greve die Handlungsweise Nohes, auch in Bezug auf die Behandlung Bensemanns. Als Strafe für die „Anfeindungen“ gegen ihn, schloss Nohe den Vorsitzenden von Phönix am 14. November 1899 dauerhaft aus dem KFB aus. Da sich Phönix solidarisch mit seinem Vorsitzenden erklärt hatte, wurde auch der Verein aus dem Bund ausgeschlossen. An der nächsten Verbandssitzung nahmen dennoch 26 Mitglieder des FC Phönix teil, denen aber das Stimmrecht verweigert wurde. Mit 33 gegen 15 Stimmen wurde der Ausschluss bestätigt. Nebenbei wurde sowohl vom KFB, als auch vom VsFV ein Spielverbot gegen England ausgesprochen, welches für alle Spieler der angeschlossenen Vereine in beiden Verbänden galt. Bei Zuwiderhandlung wurde der Ausschluss aus dem Verband angedroht.
Diese Beschlüsse lösten eine Kettenreaktion aus. Zwei der besten Spieler des Karlsruher FV traten aus dem Club aus und schlossen sich dem FC Germania an. Ende des Jahres trat der FC Südstadt aus dem Karlsruher Fußball-Bund aus, im 20. Januar 1900 folgte der FC Germania. Weiterhin war bereits am 27. November 1899, einen Tag vor dem dritten und letzten Länderspiel gegen England in Karlsruhe, der FC Frankonia aus dem VsFV (nicht aus dem KFB!) ausgetreten. Auf dem „I. allgemeinen deutschen Fußballtag“ am 28. Januar 1900 im Leipziger Zum Mariengarten, auf dem der Deutsche Fußball-Bund gegründet wurde, ließen sich die beiden Karlsruher Vereine FC Phönix und FC Südstadt durch Bensemann vertreten.

## Meister des Karlsruher Fußball-Bundes
Über Meisterschaftsspiele des Karlsruher Fußball-Bundes ist wenig bekannt. Die Festschrift 90 Jahre Karlsruher Fußballverein berichtet von der „Erringung der Meisterschaft des nur kurz bestehenden Verbandes“ durch einen 9:0-Sieg am 23. Juli 1899 über den FC Phönix. Im Mai 1900 schreibt Sport im Wort von der Entscheidung der Zweiten Serie und der gerade begonnenen Ersten Serie. 1901 sollen neben drei Karlsruher Vereinen noch der 1. FC Pforzheim und die Stuttgarter Kickers teilgenommen haben.
- Saison 1899:[9]
  - I. Klasse: Karlsruher FV
  - II. Klasse: Karlsruher FV II

- Saison 1900:[10]
  - I. Klasse: Karlsruher FV[11]
  - II. Klasse: Karlsruher FV II

- Saison 1901:
  - I. Klasse: Karlsruher FV